# Vándor Károly
Vándor Károly (?–) magyar repüléstörténész, szakíró.
A Magyar Repüléstörténeti Társaság rendes tagja.

## Kutatási területe
- a Magyarországon és Ausztriában állomásozó szovjet repülőalakulatok és légvédelmi egységek történetével foglalkozik. Ennek keretében több könyvet, cikket szerzett és megalapította a Szovjet repülőtér titkai múzeumot, ahol a kutatási eredmények mellett korabeli fényképek és relikviák találhatóak.[2]

## Életpályája
Cikkei jelentek meg a Top Gun, Aranysas, Haditechnika, Madarasi Krónika, Karcagi Hirmondó című lapokban

## Könyvei
- Soviet air forces in Hungary (angol nyelvű, magyar kivonattal, VPP Kiadó, Budapest, 2004, 106 oldal, 230 fotó)
- Légierő társbérletben (VPP Kiadó, Dunakeszi, 2009, 288 oldal, 760 fotó, térkép)
- Légierő társbérletben II. (VPP Kiadó, Dunakeszi, 2010, 256 oldal, 465 fotó, térkép)

## Külső hivatkozások
- Könyvbemutató
- Interjú